# Yavi Hameister
Yavi Maret Hameister (* 11. Juli 1986 in Duisburg, geb. Bartula) ist eine deutsche Autorin, Bloggerin, Influencerin und Podcasterin.

## Leben
Yavi Hameister wurde als Tochter zweier polnischer Immigranten in Duisburg geboren und lebte in verschiedenen Teilen Deutschlands, bis sie nach dem Abitur an der Waldorfschule Mülheim an der Ruhr für acht Jahre in Düsseldorf blieb, um dort Germanistik und Kunstgeschichte zu studieren. Später schrieb sie für Handelsblatt Online und leitete die Redaktion eines medizinischen Online-Magazins. Nach der Rückkehr beendete sie ihr Germanistikstudium mit der Masterarbeit über „Sprachmanipulation im Journalismus“. Danach übernahm sie für zwei Jahre die Chefredaktion eines Online-Modemagazins, bevor sie mit ihrem Mann für zwei Jahre nach Schottland zog.
Bekannt wurde Yavi Hameister, als sie während ihrer ersten Schwangerschaft 2015 ihre Workouts und Ernährung auf Instagram und später auf ihrem Blog teilte. Yavi Hameister sprach auf ihrem Blog aufklärend über ihre Essstörung, über Selbstverletzung, Sportsucht sowie Depressionen. Ihr erstes Buch, Bis es wehtut, behandelt diese und andere psychologische sowie autobiographische Themen.
Das Buch kam zwei Wochen nach der Veröffentlichung in die Spiegel-Bestsellerliste.
2019 erschien ihr Ratgeber Happy Hashimoto in Zusammenarbeit mit ihrer behandelnden Ärztin Simone Koch. Darin teilt sie ihre Erfahrungen mit der Autoimmunkrankheit und den Auswirkungen auf ihren Alltag mit zwei kleinen Kindern und ihrer Arbeit und gibt gemeinsam mit ihrer Co-Autorin Behandlungstipps.
Yavi Hameister arbeitet heute primär als Autorin, Bloggerin, Speakerin und Podcasterin und setzt den Fokus auf Persönlichkeitsentwicklung, mentale wie physische Gesundheit (primär von Frauen/Müttern), Spiritualität, Fitness, Ernährung und Familie/Lifestyle. Sie hat zwei Söhne.

## Veröffentlichungen
- Bis es wehtut. Wie mich meine Sucht nach Aufmerksamkeit fast zerstörte. mvg, München 2018, ISBN 978-3-86882-851-1.
- mit Simone Koch: Happy Hashimoto. Ein praktischer Leitfaden für ein Leben mit der Krankheit. mvg, München 2019, ISBN 978-3-7474-0123-1.
- Wie warmer Regen auf nackter Haut. Gedanken und Gedichte. Lago, München 2023, ISBN 978-3-95761-228-1.